# Balioxena iospila
Balioxena iospila är en fjärilsart som beskrevs av Edward Meyrick 1912. Balioxena iospila ingår i släktet Balioxena och familjen vecklare. Inga underarter finns listade i Catalogue of Life.